# Венцель, Кирстен
Кирстен Венцель (нем. Kirsten Wenzel; род. 27 февраля 1961, Лейпциг), в замужестве Штробах (нем. Strohbach) — немецкая гребчиха, рулевая, выступавшая за сборную ГДР по академической гребле в конце 1970-х — начале 1980-х годов. Чемпионка летних Олимпийских игр в Москве, чемпионка мира, победительница многих регат национального и международного значения.

## Биография
Кирстен Венцель родилась 27 февраля 1961 года в Лейпциге, ГДР. Проходила подготовку в местном гребном клубе DHfK Leipzig под руководством тренера Герты Вайссиг.
Впервые заявила о себе в гребле в 1975 году, выиграв Спартакиаду ГДР в программе парных рулевых четвёрок.
Первого серьёзного успеха на взрослом международном уровне добилась в сезоне 1978 года, когда вошла в основной состав восточногерманской национальной сборной и выступила на чемпионате мира в Карапиро, где в программе распашных рулевых четвёрок обошла всех соперниц и завоевала золотую медаль.
В 1979 году побывала на мировом первенстве в Бледе, откуда привезла награду серебряного достоинства, выигранную в зачёте четвёрок — финале их команду обошёл только экипаж из СССР.
Благодаря череде удачных выступлений удостоилась права защищать честь страны на летних Олимпийских играх 1980 года в Москве — в составе команды, куда также вошли гребчихи Рамона Капхайм, Сильвия Фрёлих, Ангелика Ноак и Роми Зальфельд, заняла первое место в распашных рулевых четвёрках, завоевав тем самым золотую олимпийскую медаль. За это выдающееся достижение по итогам сезона была награждена орденом «За заслуги перед Отечеством» в серебре.
После московской Олимпиады Венцель осталась в основном составе гребной команды ГДР и продолжила принимать участие в крупнейших международных регатах. Так, в 1981 году она стала серебряной призёркой в четвёрках на чемпионате мира в Мюнхене, уступив на финише только советской сборной.
В 1982 году добавила в послужной список бронзовую награду, полученную в восьмёрках на мировом первенстве в Люцерне.
На чемпионате мира 1983 года в Дуйсбурге вновь получила бронзу в восьмёрках, при этом в то время она уже была замужем за немецким пловцом Райнером Штробахом и выступала на соревнованиях под его фамилией.
Завершив карьеру спортсменки, работала учителем, преподавала в нескольких старших школах в Берлине. С мужем развелась.